# Jean Durroux
Jean Durroux, né le 6 juillet 1910 à Betchat (Ariège) et mort le 21 mai 1964 à Toulouse (Haute-Garonne), est un homme politique français.

## Biographie
Ancien résistant, député SFIO de l’Ariège sous toute la IVe République, Jean Durroux était maire de Betchat depuis la Libération en 1944 et membre, depuis octobre 1951, du Conseil général pour le canton des Cabannes, qu’il présidait depuis décembre 1955.

## Distinctions
Jean Durroux était décoré de la Croix de guerre 1939-1945, médaillé de la Résistance et chevalier de la Légion d’honneur, au titre de la Résistance depuis le 14 janvier 1948.
Le Lycée professionnel installé à Ferrières-sur-Ariège, près de Foix, porte son nom.

## Détail des fonctions et des mandats
Mandats parlementaires
- 21 octobre 1945 - 10 juin 1946 : Député de l'Ariège
- 2 juin 1946 - 27 novembre 1946 : Député de l'Ariège
- 10 novembre 1946 - 4 juillet 1951 : Député de l'Ariège
- 17 juin 1951 - 1er décembre 1955 : Député de l'Ariège
- 2 janvier 1956 - 8 décembre 1958 : Député de l'Ariège
- 30 novembre 1958 - 9 octobre 1962 : Député de la 1re circonscription de l'Ariège